# Space Pen

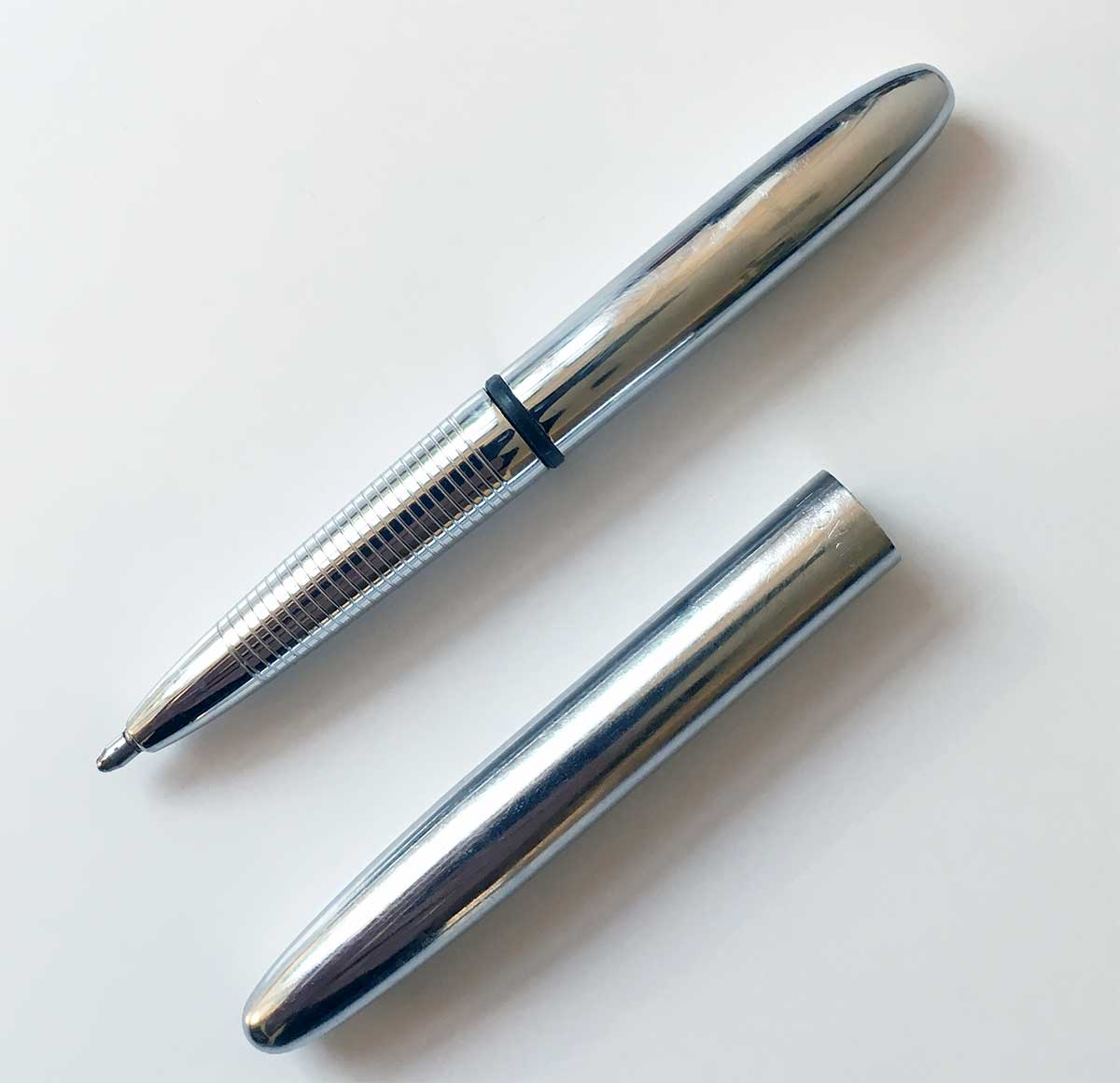
„Bullet Pen“

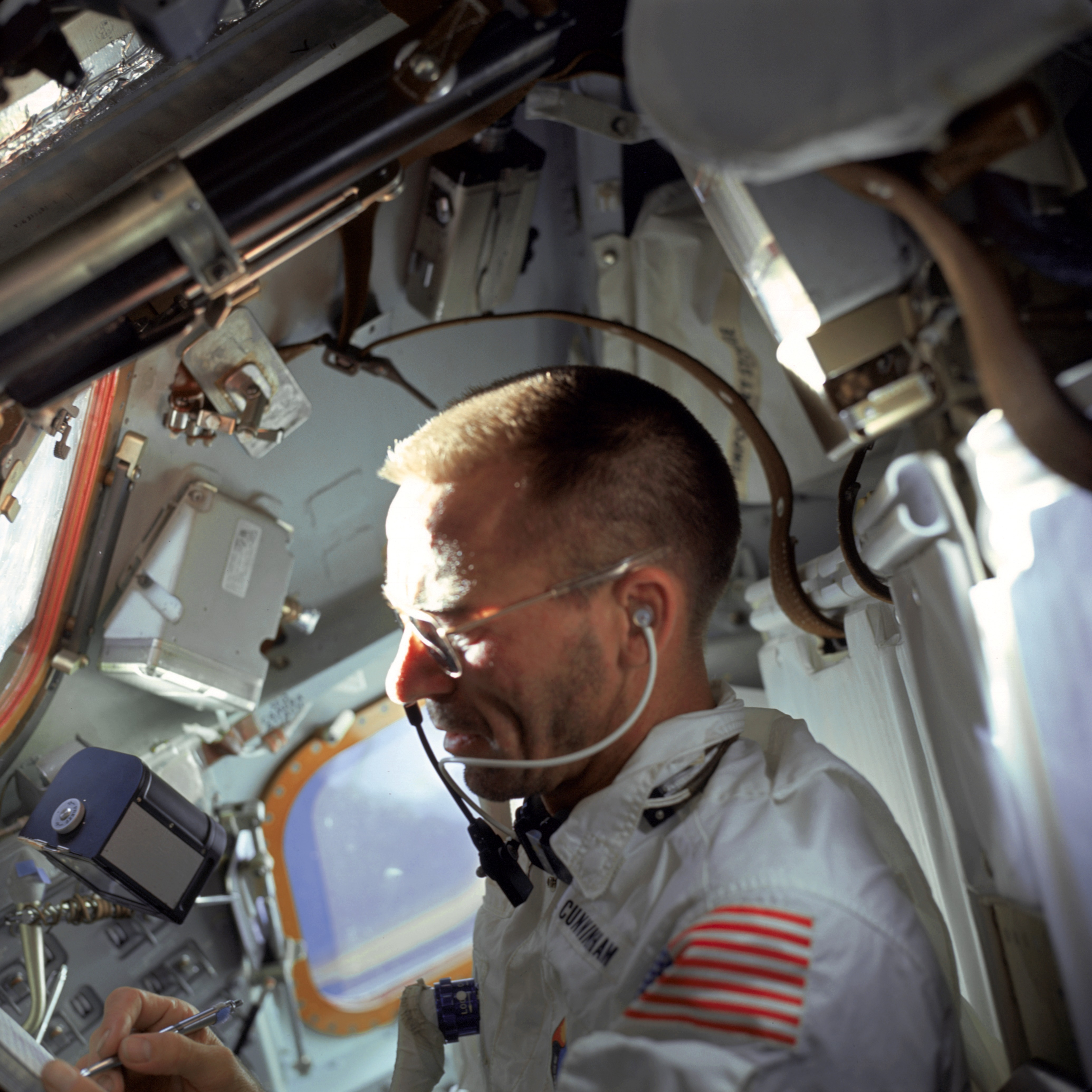
Astronaut Walter Cunningham (Apollo 7) bei Benutzung eines Space Pens

Der Space Pen oder Astronautenstift ist ein Kugelschreiber, welcher von der Firma Fisher Space Pen Co. für Astronautenmissionen entwickelt wurde und deshalb auch im Weltall unter den Bedingungen der Schwerelosigkeit zuverlässig funktioniert; es gibt mittlerweile zahlreiche Modelle.

## Notwendigkeit
Bleistiftminen können leicht abbrechen und so eine Gefahr für die Astronauten darstellen, denn abgebrochene Teile schweben schwerelos im Raum herum und können so leicht eingeatmet werden, ins Auge gelangen oder sogar – durch den elektrisch leitenden Graphit – zu Kurzschlüssen führen.

## Entwicklung
Paul C. Fisher gründete 1948 die Fisher Pen Company; 1953 entwickelte er eine universelle Kugelschreibermine, die in die meisten Kugelschreibermodelle passte und die am Markt sehr erfolgreich war.  1966 entwickelte und patentierte er die Kugelschreibermine für den ersten Space Pen, den Fisher AG-7 (das Akronym steht für „anti gravity“).  Die Mine verwendet thixotrope Tintenpaste, die unter Druck steht, sodass sie auch in der Schwerelosigkeit (oder gegen die Schwerkraft) fließt.
Laut einem Zeitungsinterview erhielt er das Rezept für die Tintenpaste im Traum von seinem Vater; laut anderen Angaben entwickelte er den Space Pen in Zusammenarbeit mit dem österreichischen Erfinder Friedrich Schächter, von dem das Gesamtkonzept für den Weltraumkugelschreiber stammt, und dem Mechaniker Erwin Rath, der bei der technischen Umsetzung half.
1976 zog die Firma von Van Nuys, Kalifornien nach Boulder City, Nevada, USA um. 1986 wurde für die Firma das Pseudonym Fisher Space Pen Co. eingetragen.

## Eigenschaften
Die Kugelschreibermine besteht bis auf die Tinte komplett aus Metall und hält problemlos Temperaturen von −45 °C bis +120 °C aus, ohne Schaden zu nehmen. Die Mine ist eine unter Druck stehende Gaspatrone, in deren Inneren ein kleiner Metallzylinder auf die Spezialtinte drückt. Durch diese Technik ist es möglich, unter Bedingungen zu schreiben, unter denen normale Kugelschreiber nicht funktionieren (z. B. nach oben gerichtete Schreibspitze, auf fettigen oder auch zu glatten Oberflächen wie Kunststoffen oder Glas sowie unter Wasser).

## NASA
Trotz der möglichen Probleme verwendete die NASA auf ihren ersten Missionen Bleistifte. So wurde 1965 mit Tycam Engineering Manufacturing, Inc. für das Gemini-Programm ein Festpreis-Vertrag über die Lieferung von 34 mechanischen Bleistiften zum Gesamtpreis von 4382,50 US-Dollar (128,89 US-Dollar je Stück) unterzeichnet. Dies löste Kritik aus, da ein solcher Preis von vielen als überzogen empfunden wurde. Als Konsequenz davon machte die NASA den Vertrag rückgängig und suchte nach preiswerterem Ersatz.
Noch im selben Jahr bot Fisher der NASA den Space Pen an. Die NASA zögerte jedoch zunächst, nicht zuletzt aufgrund der großen Kritik beim Tycam-Kontrakt. Erst nach ausgiebigen Tests entschied man sich 1967, den Stift für die Apollo-Mission einzusetzen. Sie kaufte zunächst 400 Stifte zu einem Stückpreis von sechs US-Dollar.
Im Februar 1969 kaufte auch die Sowjetunion 100 Space Pens und 1000 Tintenpatronen für ihre Sojus-Raumschiffe, nachdem man dort zuvor Fettstifte verwendet hatte.
Seit 1968 setzt die NASA ihn bei jeder bemannten Mission in den Weltraum ein. In den Souvenir-Shops der NASA wird dieser Stift gern als Andenken erstanden.
Eine moderne Sage ist, dass die NASA den Space Pen für eine Million Dollar entwickeln ließ, während die sowjetischen Kosmonauten der Einfachheit halber einen Bleistift benutzten. Tatsächlich geschah die Entwicklung des Stiftes nicht im Auftrag und auch ohne finanzielle Unterstützung der NASA, während Bleistifte aus Sicherheitsgründen (s. o.) in der Schwerelosigkeit tatsächlich eine Gefahr darstellen. In Deutschland wurde dieses Gerücht unter anderem durch die Berichterstattung der ARD zur Mondlandung geschürt, da einer der Moderatoren im Studio die Geschichte erzählte. Nach 2006 verschaffte ein Werbespot der Zeitung Handelsblatt der Sage neue Verbreitung.